# Al Olympic Zaouia
El Olympic Azzaweya es un equipo de fútbol de Libia que compite en la Liga Premier de Libia, la primera liga de fútbol más importante del país.

## Historia
Fue fundado en el año 1947 en la ciudad de Zawiya y es conocido por ser el único equipo fuera de Bengasi o Trípoli en ser campeón de la Liga Premier de Libia en el año 2004, el único título ganado en su historia.
A nivel internacional solamente ha participado en 1 torneo continental, en la Liga de Campeones de la CAF del año 2005, siendo eliminados en la Primera ronda.

## Palmarés
- Liga Premier de Libia: 1

2004

## Participación en competiciones de la CAF
| Temporada | Torneo                      | Ronda      | Club           | Casa | Visita | Global |
| --------- | --------------------------- | ---------- | -------------- | ---- | ------ | ------ |
| 2005      | Liga de Campeones de la CAF | Preliminar | Renaissance FC | 2-0  | 2-3    | 4-3    |
| 2005      | Liga de Campeones de la CAF | 1          | USM Alger      | 0-2  | 0-5    | 0-7    |

## Jugadores destacados
- Nader Kara
- Marei Al Ramly
- Younes Al Shibani
- Mansour Al Ajaylah
- Osama Al Ghashim
- Abubakr Al Hrak
- Siraj Al Swea'ee
- Abdul Raouf Faheema
- Osama Zaqlaam
- Bakayoko Seko
- Ismail Bangoura
- Marei Al Ramly
- Najeeb Al Tarhouni
- Abdul Majeed Al Jilany
- Abu Saif